# 255019 Fleurmaxwell
255019 Fleurmaxwell è un asteroide della fascia principale. Scoperto nel 2005, presenta un'orbita caratterizzata da un semiasse maggiore pari a 3,1010144 UA e da un'eccentricità di 0,1796962, inclinata di 1,48231° rispetto all'eclittica.
L'asteroide è dedicato alla pattinatrice lussemburghese Fleur Maxwell.